# Hypogrammodes confusa
Hypogrammodes confusa är en fjärilsart som beskrevs av Butler 1878. Hypogrammodes confusa ingår i släktet Hypogrammodes och familjen nattflyn. Inga underarter finns listade i Catalogue of Life.